# Lesotho ai Giochi della XXX Olimpiade
Il Lesotho ha partecipato ai Giochi della XXX Olimpiade di Londra, che si sono svolti dal 27 luglio al 12 agosto 2012, con una delegazione di 4 atleti.

## Atletica leggera
Gare maschili
| Atleta        | Gara     | Batterie | Batterie | Quarti | Quarti | Semifinali | Semifinali | Finale | Finale |
| Atleta        | Gara     | Tempo    | Pos.     | Tempo  | Pos.   | Tempo      | Pos.       | Tempo  | Pos.   |
| ------------- | -------- | -------- | -------- | ------ | ------ | ---------- | ---------- | ------ | ------ |
| Jobo Khatoane | Maratona |          |          | N.D.   | N.D.   |            |            |        |        |
| Mosito Lehata | 200 m    |          |          | N.D.   | N.D.   | N.D.       | N.D.       |        |        |

Gare femminili
| Atleta           | Gara     | Batterie | Batterie | Quarti | Quarti | Semifinali | Semifinali | Finale | Finale |
| Atleta           | Gara     | Tempo    | Pos.     | Tempo  | Pos.   | Tempo      | Pos.       | Tempo  | Pos.   |
| ---------------- | -------- | -------- | -------- | ------ | ------ | ---------- | ---------- | ------ | ------ |
| Mamoroallo Tjoka | Maratona |          |          | N.D.   | N.D.   |            |            |        |        |

## Nuoto
Gare femminili
| Atleta        | Gara              | Batteria | Batteria  | Semifinale | Semifinale  | Finale | Finale      |
| Atleta        | Gara              | Tempo    | Posizione | Tempo      | Posizione   | Tempo  | Posizione   |
| ------------- | ----------------- | -------- | --------- | ---------- | ----------- | ------ | ----------- |
| Masempe Theko | 50 m stile libero | 42"35    | 72°       | non        | qualificata | non    | qualificata |